# Austrian Open 2004 - Qualificazioni singolare
Le qualificazioni del singolare  dell'Austrian Open 2004 sono state un torneo di tennis preliminare per accedere alla fase finale della manifestazione. I vincitori dell'ultimo turno sono entrati di diritto nel tabellone principale. In caso di ritiro di uno o più giocatori aventi diritto a questi sono subentrati i lucky loser, ossia i giocatori che hanno perso nell'ultimo turno ma che avevano una classifica più alta rispetto agli altri partecipanti che avevano comunque perso nel turno finale.
Le qualificazioni del torneo Austrian Open 2004 prevedevano 24 partecipanti di cui 6 sono entrati nel tabellone principale.

## Teste di serie
1. Paul-Henri Mathieu (Qualificato)
2. Răzvan Sabău (ultimo turno)
3. Daniel Köllerer (ultimo turno)
4. Franco Squillari (Qualificato)
5. Ivo Minář (Qualificato)
6. Paolo Lorenzi (ultimo turno)

1. Jurij Ščukin (Qualificato)
2. Diego Hipperdinger (primo turno)
3. František Čermák (Qualificato)
4. Leonardo Azzaro (ultimo turno)
5. Daniel Gimeno Traver (Qualificato)
6. Hugo Armando (ultimo turno)

## Qualificati
1. Paul-Henri Mathieu
2. Daniel Gimeno Traver
3. František Čermák

1. Franco Squillari
2. Ivo Minář
3. Jurij Ščukin

## Tabellone

### Legenda
| - Q = Qualificato - WC = Wild card - LL = Lucky loser | - ALT = Alternate - SE = Special Exempt - PR = Protected Ranking | - w/o = Walkover - r = Ritirato - d = Squalificato |

### Sezione 1
|  | Primo turno | Primo turno        | Primo turno        | Primo turno | Primo turno |  |  | Ultimo turno | Ultimo turno       | Ultimo turno       | Ultimo turno | Ultimo turno |  |
|  |             |                    |                    |             |             |  |  |              |                    |                    |              |              |  |
|  | 1           | Paul-Henri Mathieu | Paul-Henri Mathieu | 6           | 6           |  |  |              |                    |                    |              |              |  |
|  |             | Michael Quintero   | Michael Quintero   | 1           | 1           |  |  | 1            | Paul-Henri Mathieu | Paul-Henri Mathieu | 6            | 6            |  |
|  | 12          | Hugo Armando       | Hugo Armando       | 6           | 6           |  |  | 12           | Hugo Armando       | Hugo Armando       | 4            | 2            |  |
|  |             | Herbert Wiltschnig | Herbert Wiltschnig | 3           | 2           |  |  |              |                    |                    |              |              |  |

### Sezione 2
|  | Primo turno | Primo turno          | Primo turno          | Primo turno | Primo turno |  |  | Ultimo turno | Ultimo turno         | Ultimo turno         | Ultimo turno | Ultimo turno |  |
|  |             |                      |                      |             |             |  |  |              |                      |                      |              |              |  |
|  | 2           | Răzvan Sabău         | Răzvan Sabău         | 6           | 7           |  |  |              |                      |                      |              |              |  |
|  |             | Marko Neunteibl      | Marko Neunteibl      | 4           | 5           |  |  | 2            | Răzvan Sabău         | Răzvan Sabău         | 4            | 1            |  |
|  | 11          | Daniel Gimeno Traver | Daniel Gimeno Traver | 6           | 6           |  |  | 11           | Daniel Gimeno Traver | Daniel Gimeno Traver | 6            | 6            |  |
|  |             | Patrick Schmolzer    | Patrick Schmolzer    | 4           | 3           |  |  |              |                      |                      |              |              |  |

### Sezione 3
|  | Primo turno | Primo turno      | Primo turno      | Primo turno | Primo turno |  |  | Ultimo turno | Ultimo turno     | Ultimo turno     | Ultimo turno | Ultimo turno |  |
|  |             |                  |                  |             |             |  |  |              |                  |                  |              |              |  |
|  | 3           | Daniel Köllerer  | Daniel Köllerer  | 7           | 7           |  |  |              |                  |                  |              |              |  |
|  |             | Sebastián Prieto | Sebastián Prieto | 5           | 5           |  |  | 3            | Daniel Köllerer  | Daniel Köllerer  | 3            | 62           |  |
|  | 9           | František Čermák | František Čermák | 6           | 6           |  |  | 9            | František Čermák | František Čermák | 6            | 7            |  |
|  |             | Rainer Eitzinger | Rainer Eitzinger | 4           | 4           |  |  |              |                  |                  |              |              |  |

### Sezione 4
|  | Primo turno | Primo turno      | Primo turno      | Primo turno | Primo turno |  |  | Ultimo turno | Ultimo turno     | Ultimo turno | Ultimo turno | Ultimo turno |  |
|  |             |                  |                  |             |             |  |  |              |                  |              |              |              |  |
|  | 4           | Franco Squillari | Franco Squillari | 6           | 6           |  |  |              |                  |              |              |              |  |
|  |             | Martin Fischer   | Martin Fischer   | 3           | 3           |  |  | 4            | Franco Squillari | 3            | 7            | 6            |  |
|  | 10          | Leonardo Azzaro  | Leonardo Azzaro  | 6           | 7           |  |  | 10           | Leonardo Azzaro  | 6            | 6(0)         | 2            |  |
|  |             | Simone Vagnozzi  | Simone Vagnozzi  | 2           | 5           |  |  |              |                  |              |              |              |  |

### Sezione 5
|  | Primo turno | Primo turno        | Primo turno        | Primo turno | Primo turno |  |  | Ultimo turno | Ultimo turno       | Ultimo turno       | Ultimo turno | Ultimo turno |  |
|  |             |                    |                    |             |             |  |  |              |                    |                    |              |              |  |
|  | 5           | Ivo Minář          | 6                  | 3           | 7           |  |  |              |                    |                    |              |              |  |
|  |             | Diego Hartfield    | 1                  | 6           | 5           |  |  | 5            | Ivo Minář          | Ivo Minář          | 6            | 6            |  |
|  |             | Diego Hipperdinger | Diego Hipperdinger | 6           | 6           |  |  |              | Diego Hipperdinger | Diego Hipperdinger | 2            | 4            |  |
|  | 8           | Francesco Aldi     | Francesco Aldi     | 3           | 4           |  |  |              |                    |                    |              |              |  |

### Sezione 6
|  | Primo turno | Primo turno     | Primo turno   | Primo turno | Primo turno |  |  | Ultimo turno | Ultimo turno  | Ultimo turno  | Ultimo turno | Ultimo turno |  |
|  |             |                 |               |             |             |  |  |              |               |               |              |              |  |
|  | 6           | Paolo Lorenzi   | 7             | 3           | 6           |  |  |              |               |               |              |              |  |
|  |             | Clemens Trimmel | 5             | 6           | 2           |  |  | 6            | Paolo Lorenzi | Paolo Lorenzi | 1            | 2            |  |
|  | 7           | Jurij Ščukin    | Jurij Ščukin  | 6           | 6           |  |  | 7            | Jurij Ščukin  | Jurij Ščukin  | 6            | 6            |  |
|  |             | Oliver Marach   | Oliver Marach | 4           | 2           |  |  |              |               |               |              |              |  |